# Aguilón
Aguilón település Spanyolországban,  Zaragoza tartományban. Aguilón Azuara, Fuendetodos, Tosos, Villanueva de Huerva és Herrera de los Navarros községekkel határos. Lakosainak száma 273 fő (2024).

## Népesség
A település lakosságának változását az alábbi diagram mutatja:
| Lakosok száma | 289  | 290  | 279  | 256  | 254  | 260  | 238  | 251  | 244  | 273  |
|               | 2001 | 2004 | 2007 | 2009 | 2012 | 2014 | 2017 | 2019 | 2022 | 2024 |